# 胸骨角
胸骨角（Sternal angle）也称Lewis角或Louis角，为胸骨柄和胸骨体连接处微向前的凸起。
男性的胸骨角约为163.4 ± 6.7°，女性的胸骨角约为165.0 ± 6.4°，胸骨角的大小在两性之间并无统计学差异。

## 临床意义
胸骨角可在体表触及，常见于年轻人。可用于定位第二肋（第一肋不易在体表触及）。肺动脉瓣听诊的最佳位置通常是左侧第二肋间隙。

## 胸骨角平面
胸骨角两侧平对第二肋，向后平对第4、第5胸椎间椎间盘。胸骨角平面（Thoracic plane）水平地通过这两个结构，是分隔上纵隔和下纵隔的假想平面。
许多重要的解剖结构和过渡发生在胸平面水平，包括：
- 气管分叉成左、右主支气管。
- 左喉返神经分支于左迷走神经出来
- 心丛的起点。
- 奇静脉在右主支气管上方拱起并汇入上腔静脉。
- 胸导管在食管后方从右向左穿过中线[需要可靠醫學來源]
- 末端为气管前筋膜和椎前筋膜。[需要可靠醫學來源]